# Ziglipton
Ziglipton is een kevergeslacht uit de familie van de boktorren (Cerambycidae). De wetenschappelijke naam van het geslacht werd voor het eerst geldig gepubliceerd in 2003 door Komiya.

## Soorten
Ziglipton omvat de volgende soorten:
- Ziglipton drumonti Komiya, 2003
- Ziglipton huedepohli Komiya & Drumont, 2004
- Ziglipton jirouxi Komiya, 2003
- Ziglipton lumawigi (Hüdepohl, 1987)
- Ziglipton marieae Komiya, 2003
- Ziglipton sanchezi (Schultze, 1920)